# جویل مک‌گی
جویل مک‌گی (انگلیسی: JaVale McGee؛ زادهٔ ۱۹ ژانویهٔ ۱۹۸۸) یک بازیکن بسکتبال اهل ایالات متحده آمریکا است. از باشگاه‌هایی که در آن بازی کرده‌است می‌توان دنور ناگتس، گلدن استیت وریرز و مینسوتا تیمبر. ولوز را نام برد. وی هم‌اکنون عضو تیم کلیولند کَوَلیرز است.